# Trilogia Mariachi
Trilogia Mariachi é uma série norte-americana/mexicana de filmes de ação e western contemporâneo composta pelos filmes: El Mariachi (1992), Desperado (1995) e Once Upon a Time in Mexico (2003) todos escritos e dirigidos por Robert Rodriguez.
Todos os três filmes contam a história contínua da personagem central. Os filmes foram lançados nos cinemas entre 1992 e 2003, e mais tarde em uma caixa de DVD trilogia completa definido em 2010. Os filmes contam a história de El Mariachi (interpretado por Carlos Gallardo e Antonio Banderas).
| Filme                      | Data de lançamento      | Diretor          | Roteiristas      | Produtores                                            |
| -------------------------- | ----------------------- | ---------------- | ---------------- | ----------------------------------------------------- |
| El Mariachi                | 26 de fevereiro de 1993 | Robert Rodriguez | Robert Rodriguez | Robert Rodriguez e Carlos Gallardo                    |
| Desperado                  | 25 de agosto de 1995    | Robert Rodriguez | Robert Rodriguez | Robert Rodriguez e Bill Borden                        |
| Once Upon a Time in Mexico | 12 de setembro de 2003  | Robert Rodriguez | Robert Rodriguez | Robert Rodriguez, Carlos Gallardo e Elizabeth Avellán |